# اگزازولام
اگزازولام (انگلیسی: Oxazolam) نوعی بنزودیازپین بوده و داروی خواص ضداضطراب, آرامبخش و شل کننده عضلات اسکلتی است.